# Гайке Генкель
Гайке Генкель (нім. Heike Henkel, нар. 5 травня 1964, Кіль, Шлезвіг-Гольштейн, ФРН) — німецька легкоатлетка, що спеціалізується на стрибках у висоту, олімпійська чемпіонка 1992 року, чемпіонка світу та Європи.

## Кар'єра
| Рік                   | Змагання                      | Місто                   | Місце           | Примітки        |                 |
| Представник ФРН       | Представник ФРН               | Представник ФРН         | Представник ФРН | Представник ФРН | Представник ФРН |
| --------------------- | ----------------------------- | ----------------------- | --------------- | --------------- | --------------- |
| 1984                  | Олімпійські ігри              | Лос-Анджелес, США       | 11              | 1.85 м          |                 |
| 1986                  | Чемпіонат Європи              | Штутгарт, Німеччина     | 6               | 1.90 м          |                 |
| 1987                  | Чемпіонат Європи в приміщенні | Льєвен, Франція         | 5               | 1.91 м          |                 |
| 1987                  | Чемпіонат світу в приміщенні  | Індіанаполіс, США       | 6               | 1.91 м          |                 |
| 1987                  | Чемпіонат світу               | Рим, Італія             | 6               | 1.96 м          |                 |
| 1988                  | Чемпіонат Європи в приміщенні | Будапешт, Угорщина      | 2               | 1.97 м          |                 |
| 1988                  | Олімпійські ігри              | Сеул, Південна Корея    | 13 (кв.)        | 1.90 м          |                 |
| 1989                  | Чемпіонат світу в приміщенні  | Будапешт, Угорщина      | 3               | 1.94 м          |                 |
| 1990                  | Чемпіонат Європи в приміщенні | Глазго, Велика Британія | 1               | 2.00 м          |                 |
| 1990                  | Чемпіонат Європи              | Спліт, Югославія        | 1               | 1.99 м          |                 |
| Представник Німеччина |                               |                         |                 |                 |                 |
| 1991                  | Чемпіонат світу в приміщенні  | Севілья, Іспанія        | 1               | 2.00 м          |                 |
| 1991                  | Чемпіонат світу               | Токіо, Японія           | 1               | 2.05 м          |                 |
| 1992                  | Чемпіонат Європи в приміщенні | Генуя, Італія           | 1               | 2.02 м          |                 |
| 1992                  | Олімпійські ігри              | Барселона, Іспанія      | 1               | 2.02 м          |                 |
| 1993                  | Чемпіонат світу в приміщенні  | Торонто, Канада         | 2               | 2.02 м          |                 |
| 1993                  | Чемпіонат світу               | Штутгарт, Німеччина     | 11 (кв.)        | 1.90 м          |                 |
| 1994                  | Чемпіонат Європи              | Гельсінкі, Фінляндія    | 11              | 1.85 м          |                 |
| 1995                  | Чемпіонат світу в приміщенні  | Барселона, Іспанія      | 3               | 1.99 м          |                 |
| 1995                  | Чемпіонат світу               | Гетеборг, Швеція        | 16 (кв.)        | 1.93 м          |                 |
| 2000                  | Чемпіонат Європи в приміщенні | Гент, Бельгія           | 8               | 1.85 м          |                 |